# Тетяна Кішка
Тетяна Кішка (19 липня 1995) — молдовська плавчиня.
Учасниця Олімпійських Ігор 2012, 2016 років.